# فو مينغ شيا
فو مينغ شيا (بالصينية: 伏明霞) (Fu Mingxia) هي لاعبة أولمبية لرياضة غطس من الصين. شاركت في الأولمبياد الصيفي في 1992–2000، وفازت بما مجموعه 5 ميداليات.

## الميداليات
| ذهب | فضة | برونز | المجموع |
| 4   | 1   | 0     | 5       |

## روابط خارجية
- فو مينغ شيا على موقع الاتحاد الدولي للسباحة (الإنجليزية)
- فو مينغ شيا على موقع قاعدة بيانات الغوص IAT (الألمانية)
- فو مينغ شيا على موقع قاعة مشاهير السباحة العالمية (الإنجليزية)
- فو مينغ شيا على موقع أوليمبيديا (الإنجليزية)
- فو مينغ شيا على موقع اللجنة الأولمبية الصينية (الإنجليزية)